# Rio Lomami
O Rio Lomami é um dos maiores rios de África, com cerca de 1.500 km de comprimento. É afluente do rio Congo. Nasce na província de Alto Lomami e corre em todo o percurso paralelo ao rio Congo até confluir com este perto de Isengi. As províncias de Lomami e Alto Lomami tem esse nome em referência ao rio.